# Liste der Premierminister der Bahamas
Diese Liste umfasst die Premierminister der Bahamas.
| Name                 | Lebensdaten | Amtszeit                          | Partei                    |
| -------------------- | ----------- | --------------------------------- | ------------------------- |
| Sir Roland Symonette | 1898–1980   | 7. Januar 1964 – 16. Januar 1967  | United Bahamian Party     |
| Lynden O. Pindling   | 1930–2000   | 16. Januar 1967 – 21. August 1992 | Progressive Liberal Party |
| Hubert Ingraham      | * 1947      | 21. August 1992 – 3. Mai 2002     | Free National Movement    |
| Perry Christie       | * 1943      | 3. Mai 2002 – 4. Mai 2007         | Progressive Liberal Party |
| Hubert Ingraham      | * 1947      | 4. Mai 2007 – 8. Mai 2012         | Free National Movement    |
| Perry Christie       | * 1943      | 8. Mai 2012 – 11. Mai 2017        | Progressive Liberal Party |
| Hubert Minnis        | * 1954      | 11. Mai 2017 – 17. September 2021 | Free National Movement    |
| Philip Davis         | * 1951      | 17. September 2021 – amtierend    | Progressive Liberal Party |